# 紐蒙特黃金公司
紐蒙特公司（Newmont Corporation），曾用名为纽蒙特黄金公司以（Newmont Gold Company)及紐蒙特礦業公司（Newmont Mining Corporation），是一家總部位於美國科羅拉多州格林伍德村的礦業公司，是世界第一的金礦開採公司。

## 历史
該公司由威廉·博伊斯·湯普森創立於1916年，現在是標準普爾500指數中唯一的金礦開採公司。
2019年1月15日紐蒙特公司以0.3280股紐蒙特股票再加2美分的價格斥資100億美元收購競爭對手加拿大黃金公司（Goldcorp）。合併後的紐蒙特黃金公司超越巴里克黃金公司，成為全球最大黃金生產商。
纽蒙特公司将在2025年前花费5亿美元用于可再生能源项目，以实现其在2030年前减少30%碳排放的承诺。

## 业务
| 资产                             | 国家   | 所有权 | 矿场类型                      | 金属           | 2021年预计可归属黄金产量 (金衡盎司) | 2020年可归属黄金储备 (金衡盎司） |
| -------------------------------- | ------ | ------ | ----------------------------- | -------------- | ----------------------------------- | -------------------------------- |
| Cripple Creek & Victor Gold Mine | 美国   | 100%   | 露天                          | 金、银         | 260,000                             | 249万                            |
| Nevada Gold Mines                | 美国   | 38.5%  | 10个地下矿场、12个露天矿场    | 金、铜、银     | 137万                               | 1739万                           |
| Éléonore                         | 加拿大 | 100%   | 地下                          | 金             | 270,000                             | 126万                            |
| Musselwhite mine                 | 加拿大 | 100%   | 地下                          | 金             | 200,000                             | 179万                            |
| Porcupine mine                   | 加拿大 | 100%   | 地下、 露天开采、堆积型矿采场 | 金             | 360,000                             | 305万                            |
| Peñasquito Mine                  | 墨西哥 | 100%   | 露天开采                      | 金、银、铅、锌 | 660,000                             | 710万                            |
| Cerro Negro mine                 | 阿根廷 | 100%   | 地下                          | 金             | 270,000                             | 257万                            |
| Merian                           | 苏里南 | 75%    | 露天                          | 金             | 320,000                             | 397万                            |
| Pueblo Viejo mine                |        | 40%    | 露天开采                      | 金             | 325,000                             | 411万                            |
| Yanacocha                        | 秘魯   | 100%   | 露天                          | 金             | 160,000                             | 341万                            |
| Ahafo mine                       |        | 100%   | 露天                          | 金             | 515,000                             | 606万                            |
| Akyem                            |        | 100%   | 露天                          | 金             | 400,000                             | 227万                            |
| Boddington Gold Mine             |        | 100%   | 露天                          | 金、铜         | 830,000                             | 1269万                           |
| Tanami Mine                      |        | 100%   | 地下                          | 金             | 500,000                             | 587万                            |

## 历史

### 早年情况
纽蒙特公司由William Boyce Thompson上校于1916年在纽约成立的一家投资于全球矿产、石油和相关公司的控股公司。根据公司的传说，"纽蒙特 "这个名字是 "纽约 "和 "蒙大拿 "的谐音，反映了汤普森发财的地方和他成长的地方。纽蒙特公司在1917年进行了第一次重大的黄金投资，在南非的英美公司（Anglo American Corporation）中创立了25%的股份。四年后的1921年，该公司(Newmont Company)重新注册为纽蒙特公司（Newmont Corporation）。1925年，公司曾一度改名为纽蒙特矿业公司（Newmont Mining Corporation）。
1929年，纽蒙特黄金公司通过收购加州的帝国金矿，成为一家拥有第一个黄金产品的矿业公司。到1939年，纽蒙特公司在北美经营着12个金矿。
该公司在海外获得了投资利益。在20世纪中期的几十年里，纽蒙特公司在纳米比亚的Tsumeb矿和南非纳马夸兰的O'Okiep铜矿公司拥有控股权。
从1925年开始，纽蒙特公司收购了德克萨斯州一个油田的权益。最终，纽蒙特的石油利益包括在路易斯安那州、墨西哥湾地区的70多个区块以及在北海的石油和天然气生产。
Fred Searls在担任公司的勘探地质学家后，于1947年成为总裁。1954年Searls退休后，Plato Malozemoff接任总裁一职。
纽蒙特公司于1965年开始在内华达州的卡林（Carlin）开采。“卡林型金矿”是20世纪北美最大的金矿发现。1971年，纽蒙特公司开始对那里的低品位矿石进行堆浸。

### 主要增长
在20世纪80年代，纽蒙特成功击退了五次分别来自Consolidated Gold Fields（ConsGold）、T. Boone Pickens、Minorco、Hanson Industries和Sir James Goldsmith的收购邀约。他们试图将纽蒙特拆散并出售其资产以增加股东价值。
1987年，为了抵御T.Boone Pickens提出的63亿美元的收购方案，纽蒙特公司向所有股东支付了每股33美元的特别股息，22亿美元的现金，其中17.5亿美元是借来的。为了减少这些债务，公司进行了一项撤资计划，涉及其所有的铜、石油、天然气和煤炭利益。
作为重组的另一个步骤，该公司于1988年将其总部从纽约市迁至丹佛。1998年，纽蒙特矿业公司和纽蒙特黄金公司合并资产，成立了一个统一的全球黄金公司。到此为止，两家公司都分别在纽约证券交易所独立上市。
随后，纽蒙特公司与Santa Fe Pacific Corporation（艾奇逊、托皮卡和圣塔菲铁路的前子公司，在准备合并成为BNSF铁路时被出售）合并，成为北美最大的黄金生产商。
2000年6月21日，纽蒙特公司宣布将并购Battle Mountain Gold。该并购于2001年1月完成。
2002年2月，纽蒙特公司完成了对Normandy Mining和Franco-Nevada的收购。纽蒙特公司在竞购Normandy Mining时面临着来自AngloGold Ashanti的竞争。最终成功击败这家南非公司，使得纽蒙特成为世界上最大的黄金生产商，年产量超过800万盎司。
2007年，纽蒙特公司消除了150万盎司的遗留对冲账目，使纽蒙特成为世界上最大的非对冲黄金生产商。次年，纽蒙特公司收购了Miramar Mining Corporation及其在加拿大北极地区的希望湾矿床。
2009年，纽蒙特从AngloGold Ashanti公司购买了Boddington金矿剩余的三分之一股权，使其所有权达到100%。
2011年4月，纽蒙特以23亿加元收购了加拿大的Fronteer Gold Inc. 这使该公司成为世界第二大黄金生产商。
2017年，纽蒙特公司以每盎司924美元的全部维持成本生产了565万盎司黄金。据公司年度报告，纽蒙特该年度调整后的净收入为7.8亿美元，并进一步将净债务降至8亿美元。
2019年，纽蒙特公司以100亿美元收购了加拿大的Goldcorp公司。
2023年，该公司对澳大利亚的竞争对手Newcrest Mining进行了240亿美元的收购。

## 原有业务
- Red Lake矿：纽蒙特于2020年3月31日以3.75亿美元的价格完成了对Red Lake矿的出售[29]。
- Continental Gold：纽蒙特于2020年3月5日以2.6亿美元的价格出售了其在Continental Gold Inc的19.9%股权和可转换债券[30]。
- Super Pit金矿：纽蒙特于2020年1月以8亿美元的价格将其在Kalgoorlie Consolidated Gold Mines的50%股权出售给Northern Star Resources[31]。
- Golden Grove矿：该矿于2002年2月被Newmont Australia Ltd收购，并接管了Normandy Mining[32][33]。2005年6月，纽蒙特以2.65亿澳元的价格将矿山出售给Oxiana Limited[34]。
- Pajingo：Pajingo（全资拥有）是一座位于昆士兰州Townsville以西约93英里（150公里），距离当地的Charters Towers镇南约45英里（72公里）的地下矿。纽蒙特于2007年末出售了该矿，现在由Conquest Mining拥有[35]。
- Bronzewing金矿：View Resources于2004年7月以900万澳元的价格从纽蒙特购买了该矿，该交易还包括Bronzewing西部8公里处的Mount McClure采矿业务[36]。
- Wiluna金矿：Wiluna属于纽蒙特收购Normandy Mining中的一部分。在2003年12月，纽蒙特以股份和365万澳元现金的方式将其出售给当地的管理团队。该矿山在3年后以2.95亿澳元的价格再次转售[37][38]。
- Zarafshan：纽蒙特曾是乌兹别克斯坦联合企业黄金项目的合作伙伴，这是苏联解体后西方首个在该地区的重大投资。乌兹别克斯坦是一个难以经营的地方，2006年该国没收了公司的资产[39]。
- Kori Kollo：Kori Kollo露天矿位于玻利维亚西北部的Oruro附近的高原上，处于玻利维亚公司Empresa Minera Inti Raymi S.A.（“Inti Raymi”）的政府采矿特许权下，Newmont持有Inti Raymi 88%的股权，其余12%由Beatriz Rocabado女士持有。Inti Raymi拥有并经营该矿山。 2009年7月23日，纽蒙特宣布将其在Empresa Minera Inti Raymi S.A.的权益转让给Compania Procesadora de Minerales S.A[40]。
- Minahasa：纽蒙特公司拥有米纳哈萨矿80%的股权，其余20%的股权由印尼P.T. Tanjung Serapung公司持有[41][42]。Minahasa位于苏拉威西岛，在雅加达东北方向约1500英里（2414公里）处。采矿工作于2001年底完成，黄金生产于2004年完成[43]。
- Golden Giant： 纽蒙特的加拿大业务以前包括两个地下矿。Golden Giant（100%全资拥有）位于加拿大安大略省马拉松市以东约25英里（40公里）处，自1985年以来一直在生产。Golden Giant的采矿作业于2005年12月完成，在2006年的大部分时间里继续进行剩余的采矿和研磨生产[44]。
- Holloway：Holloway矿位于安大略省马西森以东约35英里（56公里），在Golden Giant东北方向约400英里（644公里）处。它从1996年开始生产。2006年11月6日，纽蒙特公司完成了向St. Andrews Goldfields Ltd.出售Holloway矿的交易，获得了13美元的税前收益[45]。
- Martha 矿： 纽蒙特于2015年10月完成了对新西兰Waihi资产的出售[46]。
- Batu Hijau矿： 纽蒙特于2016年完成了向PT Amman Mineral Internasional公司出售Batu Hijau矿的交易[47]。

## 擴展閱讀
- Morris, Jack H. . University of Alabama Press. 2010. ISBN 978-0-8173-1677-8.

## 外部連結
- Newmont Mining Corporation （页面存档备份，存于）
- Beyond the Mine - Newmont's Environmental Social Responsibility （页面存档备份，存于）

- Trust In Gold （页面存档备份，存于）
- "The Curse of Inca Gold" （页面存档备份，存于）, Frontline/World, October 2005
- INDONESIA: Report Heightens Pollution Dispute with Newmont Mining （页面存档备份，存于） from The New York Times, reprinted by CorpWatch
- SEC allows Newmont Mining to Block NYC Pension Funds' Environmental Resolution